# Winfried Müller (Historiker)

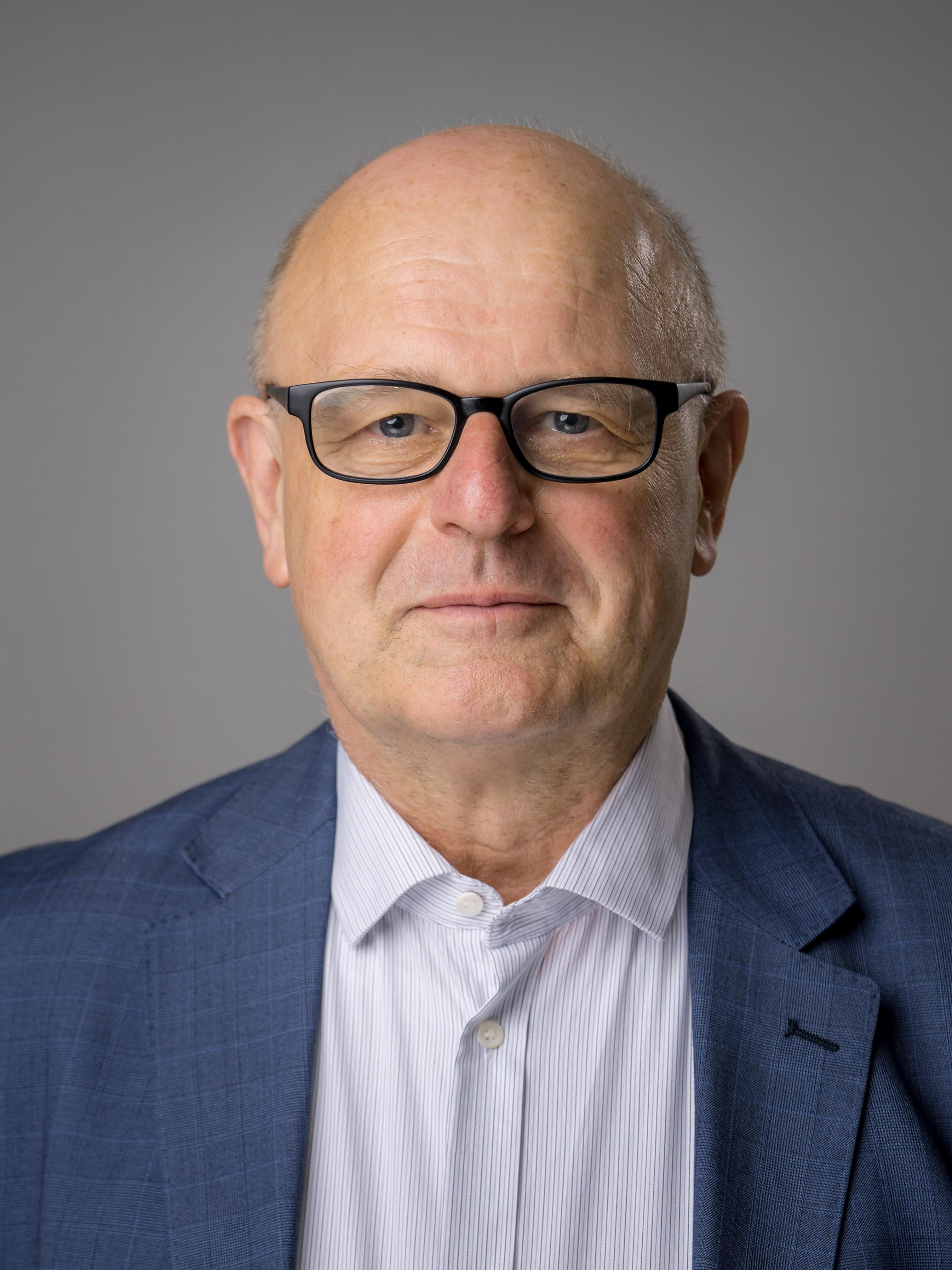
Winfried Müller (2019)

Winfried Müller (* 31. Januar 1953 in Grafrath, Oberbayern; † 25. Februar 2025 in München) war ein deutscher Historiker. Er war von 1999 bis 2019 Lehrstuhlinhaber für Sächsische Landesgeschichte an der TU Dresden sowie von 2000 bis 2020 Direktor des Instituts für Sächsische Geschichte und Volkskunde.

## Leben
Müller besuchte das Graf-Rasso-Gymnasium Fürstenfeldbruck und legte dort 1973 das Abitur ab. Im Anschluss nahm er ein Studium der Fächer Geschichte, Germanistik und Politische Wissenschaften an der Ludwig-Maximilians-Universität München auf, das er 1980 mit dem Ersten Staatsexamen sowie dem akademischen Grad eines Magister Artium abschloss. Im Jahr 1983 wurde Müller dort mit einer Arbeit zum Thema Universität und Orden. Die bayerische Landesuniversität Ingolstadt zwischen der Aufhebung des Jesuitenordens und der Säkularisation 1773–1803 promoviert.
Von 1983 bis 1994 arbeitete er als Assistent, Akademischer Rat bzw. Oberassistent am Institut für Bildungs- und Universitätsgeschichte der LMU München. Währenddessen habilitierte sich Müller 1991 mit einer Schrift über die Schulpolitik in Bayern im Spannungsfeld von Kultusbürokratie und Militärregierung 1945–1949. Noch im gleichen Jahr erhielt er einen Lehrauftrag an der Universität Passau. Dem folgten Vertretungen des Lehrstuhls für Mittelalterliche Geschichte und vergleichende Landesgeschichte an der LMU München (1995) sowie des Lehrstuhls für Neuere Geschichte an der Universität Bonn (1997).
Als Nachfolger von Karlheinz Blaschke folgte Müller 1999 einem Ruf auf den Lehrstuhl für Sächsische Landesgeschichte an der Technischen Universität Dresden, den er bis zum Wintersemester 2018/19 innehatte. Von 2000 bis 2020 war er zudem Direktor des Instituts für Sächsische Geschichte und Volkskunde (ISGV).

## Forschungstätigkeit
In seinen Forschungen beschäftigte sich Winfried Müller hauptsächlich mit dem Zeitalter der Aufklärung in Deutschland (unter besonderer Berücksichtigung Sachsens), der Verfassungsgeschichte der deutschen Territorien und Länder, der Schul- und Universitätsgeschichte im mitteldeutschen Raum, der Geschichte der Landesgeschichte sowie der historischen Jubiläumskultur. Ein weiterer Schwerpunkt waren die Reformbewegungen um 1900, hier insbesondere die Kunsterziehungs-, Jugend- und Heimatbewegung.
Zwischen 2000 und 2008 leitete Müller das Teilprojekt „Das historische Jubiläum. Genese, Ordnungsleistung und Inszenierungsgeschichte eines institutionellen Mechanismus“ im Sonderforschungsbereich 537 „Institutionalität und Geschichtlichkeit“ an der TU Dresden. Von 2009 bis 2014 war er Leiter des Teilprojekts „Gemeinsinnsdiskurse und religiöse Prägung zwischen Spätaufklärung und Vormärz (ca. 1770–1830)“ im Dresdner Sonderforschungsbereich 804 „Transzendenz und Gemeinsinn“. 2018 bis 2020 leitete er ein Projekt zur Geschichte des Kinos, das am Beispiel Dresdens die urbane Kinotopographie, Filmindustrie und Filmkunstdiskurse zwischen 1896 und 1945 thematisiert. Ferner gehörte er dem Ortskomitee zur Durchführung des 47. Deutschen Historikertags zum Thema Ungleichheiten (Dresden 2008) an, war in die wissenschaftliche Koordination der 3. Sächsischen Landesausstellung Via regia – 800 Jahre Bewegung und Begegnung (Görlitz 2011) sowie der 1. Brandenburgischen Landesausstellung Preußen und Sachsen. Szenen einer Nachbarschaft (Schloss Doberlug 2014) eingebunden und fungierte als Mitherausgeber veranstaltungs- bzw. ausstellungsbegleitender Publikationen.
Müller gehörte der Historischen Kommission bei der Sächsischen Akademie der Wissenschaften zu Leipzig, der Kommission für Bayerische Landesgeschichte bei der Bayerischen Akademie der Wissenschaften zu München, der Akademie gemeinnütziger Wissenschaften zu Erfurt sowie der Akademie der Augustiner-Chorherren von Windesheim an. Er war von 2015 bis 2019 Vorsitzender des wissenschaftlichen Beirats des Sorbischen Instituts Bautzen/Cottbus und Vorstandsmitglied des Dresdner Geschichtsvereins, dessen Vorsitzender er von 2002 bis 2009 war. Zudem war er bis 2020 Mitherausgeber unter anderem der Schriften zur sächsischen Geschichte und Volkskunde, des Neuen Archivs für sächsische Geschichte und der Blätter für deutsche Landesgeschichte.

## Schriften (Auswahl)
Monografien
- Universität und Orden. Die bayerische Landesuniversität Ingolstadt zwischen der Aufhebung des Jesuitenordens und der Säkularisation 1773–1803 (= Ludovico Maximilianea. Forschungen. Band 11). Duncker & Humblot, Berlin 1986, ISBN 3-42-806135-7 (Zugleich: Diss. phil., München 1983).
- Schulpolitik in Bayern im Spannungsfeld von Kultusbürokratie und Militärregierung 1945–19492 (= Quellen und Darstellungen zur Zeitgeschichte. Band 36). Oldenbourg, München 1995, ISBN 3-48-656116-2 (Zugleich: Habil.-Schr., München 1991).
- Die Aufklärung (= Enzyklopädie deutscher Geschichte. Band 61). Oldenbourg, München 2002, ISBN 3-48-655764-5.
- Die Deutsche Künstlersteinzeichnung 1896–1918. Farbige Originallithografien und die Heimat- und Kunsterziehungsbewegung um 1900 (= Spurensuche. Sonderband 1). Sandstein, Dresden 2019, ISBN 3-95498-520-9.

Herausgeberschaften
- Im Vorfeld der Säkularisation. Briefe aus bayerischen Klöstern 1794–1803 (1812) (= Beihefte zum Archiv für Kulturgeschichte. Heft 30). Böhlau, Köln/Wien 1989, ISBN 3-41-221388-8.
- Universität und Bildung. Festschrift Laetitia Boehm zum 60. Geburtstag. PS-Serviceleistungen für Geisteswissenschaften und Medien, München 1991, ISBN 3-928045-00-8.
- mit Laetitia Boehm, Wolfgang J. Smolka, Helmut Zedelmaier: Biographisches Lexikon der Ludwig-Maximilians-Universität München. Band 1: Ingolstadt – Landshut 1472–1826. Duncker & Humblot, Berlin 1998, ISBN 3-428-09267-8.
- Das historische Jubiläum. Genese, Ordnungsleistung und Inszenierungsgeschichte eines institutionellen Mechanismus. Lit Verlag, Münster 2004, ISBN 3-82-586597-5 (= Geschichte, Forschung und Wissenschaft. Band 3).
- mit Martina Schattkowsky: Zwischen Tradition und Modernität. König Johann von Sachsen 1801–1873. Leipziger Universitätsverlag, Leipzig 2004, ISBN 3-93-652286-3 (= Schriften zur sächsischen Geschichte und Volkskunde. Band 8).
- Reform – Sequestration – Säkularisation. Die Niederlassungen der Augustiner-Chorherren im Zeitalter der Reformation und am Ende des Alten Reiches (= Publikationen der Akademie der Augustiner-Chorherren von Windesheim. Band 6). Augustiner-Chorherren-Verlag, Paring 2005, ISBN 3-93-619703-2.
- Perspektiven der Reformationsforschung in Sachsen (= Bausteine aus dem ISGV. Band 1). Ehrenkolloquium zum 80. Geburtstag von Karlheinz Blaschke. Thelem, Dresden 2008, ISBN 3-939888-62-1.
- Martin Jehne, Peter E. Fäßler: Ungleichheiten. 47. Deutscher Historikertag in Dresden 2008. Berichtsband. Vandenhoeck & Ruprecht, Göttingen 2009, ISBN 3-525-36387-7.
- mit Lars-Arne Dannenberg, Edmund Pech, Swen Steinberg: Oberlausitz (= Kulturlandschaften Sachsens. Band 4). Edition Leipzig, Leipzig 2011, ISBN 3-36-100646-5.
- mit Swen Steinberg: Menschen unterwegs. Die Via Regia und ihre Akteure. Essayband zur 3. Sächsischen Landesausstellung vom 21. Mai bis 31. Oktober 2011 in Görlitz. Sandstein, Dresden 2011, ISBN 3-942422-33-6.
- mit Swen Steinberg:  Wirtschaft und Gemeinschaft. Konfessionelle und neureligiöse Gemeinsinnsmodelle im 19. und 20. Jahrhundert (= Histoire. Band 43). Transcript, Bielefeld 2014, ISBN 3-8376-2406-4.
- mit Frank Göse, Kurt Winkler, Anne-Katrin Ziesak: Preußen und Sachsen. Szenen einer Nachbarschaft. Katalog zur 1. Brandenburgischen Landesausstellung vom 7. Juni bis 2. November 2014 auf Schloss Doberlug. Sandstein, Dresden 2014, ISBN 3-95498-084-3.
- mit Enno Bünz, Martina Schattkowsky, Ira Spieker: Sachsen: Weltoffen! Mobilität – Fremdheit – Toleranz (= Spurensuche. Band 6). Thelem. Dresden 2016, ISBN 3-945363-51-9.
- mit Dirk Syndram, Martina Schattkowsky: Kurfürst August von Sachsen. Ein nachreformatorischer „Friedensfürst“ zwischen Territorium und Reich. Beiträge zur wissenschaftlichen Tagung vom 9. bis 11. Juli 2015 in Torgau und Dresden. Sandstein, Dresden 2017, ISBN 3-95498-302-8.
- mit Wolfgang Flügel, Merve Lühr und in Zusammenarbeit mit Sophie Döring und Lennart Kranz: Urbane Kinokultur. Das Lichtspieltheater in der Großstadt 1895–1949 (= ISGV digital. Studien zur Landesgeschichte und Kulturanthropologie. Band 2). Dresden 2020, ISBN 978-3-948620-01-1 (PDF; 27,2 MB).
- mit Petr Hrachovec, Gerd Schwerhoff, Martina Schattkowsky: Reformation als Kommunikationsprozess. Böhmische Kronländer und Sachsen. Böhlau, Wien/Köln/Weimar 2021, ISBN 978-3-412-51953-7 (= Norm und Struktur. Studien zum sozialen Wandel in Mittelalter und Früher Neuzeit. Band 51).